# Dorothea Zantner-Busch
Dorothea Zantner-Busch (auch Dora Zantner-Busch; * 11. Juli 1875, andere Angaben 1874; † 18. Mai 1962) war eine deutsche Erzählerin, Historikerin und Stifterin aus München.

## Leben
Zantner-Busch veröffentlichte Artikel in der bayrischen lokalen Presse und Kulturjournalen. Sie war mit einem Bankier verheiratet und lebte im Münchener Stadtteil Bogenhausen. Im Jahre 1928 veröffentlichte sie zehn kulturhistorische Novellen in dem Band Geschick und Geschehnis. Außer Novellen veröffentlichte sie wissenschaftliche Arbeiten über die bayrische Geschichte, unter anderem in der Zeitschrift für bayerische Landesgeschichte.
Sie veranschlagte zu Lebzeiten einen Teil ihres Vermögens für die Gründung einer nach ihr und ihrem Sohn benannten Stiftung im Rahmen der Friedrich-Alexander-Universität Erlangen-Nürnberg. Posthum wurde im Jahre 1964 durch das Bayerische Staatsministeriums für Unterricht und Kultus die Frau Dorothea und Dr. Dr. Richard Zantner-Busch-Stiftung eingerichtet, die wissenschaftliche theologische und geographische Arbeiten fördert und Beihilfen für Feldforschungen leistet.
Ihr Nachlass wird von der Sächsischen Landesbibliothek Dresden, dem Deutschen Literaturarchiv Marbach und der Stadtbibliothek München aufbewahrt.

## Publikationen
- Drei bayerische Dichterinnen, in: Fränkischer Kurier, 17. Juli 1924
- Schänken und Schankpolitik in alter Zeit, in: Jülicher Kreisblatt, Nr. 49, 1926
- Die Öffnung der Fürstengruft zu Lauingen im Jahre 1781, in Bayernland, Nr. 38, 1927
- Aus der Geschichte der inländischen Perlenfischerei, in: Deutsche Goldschmiedezeitung, Bd. 30, 1927
- Die Nürnberger Albrecht-Dürer-Feier vor 100 Jahren, in: Fränkischer Kurier, Nr. 207, 28. Juli 1928
- Geschick und Geschehnis, zehn geschichtliche Novellen, Nieder-Rheinischer Verlag, 1928
- Die Einweihung der Griechischen Kirche. Zum 100. Jahrestag, in: Münchener Neueste Nachrichten, Nr. 113, 1929
- Das Bockopfer. Ein altgermanischer Osterbrauch in den bayerischen Bergen, in: Heimat am Inn, Nr. 4, 1930
- Vom Maibaum, in: Der bayerische Heimgarten, 1931
- Das Hambacher Fest anno 1832, in: Der Heimgarten, Nr. 10, 1932
- Eine bayerische Eilpost nach Griechenland, in: Archiv für Postgeschichte in Bayern, Nr. 9, 1933
- Eine alte Deutsche Kunst. Zur Geschichte der Glasmalerei, in: Diamant Nr. 57, 1935
- Der weiße Steinmetz, in: Bayerische Heimat, Nr. 19, 1938